# Marco Granados
Marco Antonio „Pantera” Granados Villegas (ur. 29 września 1996 w Manzanillo) – meksykański piłkarz występujący na pozycji napastnika, od 2024 roku zawodnik amerykańskiego Panathinaikosu Chicago.